# Charles Lambrechts

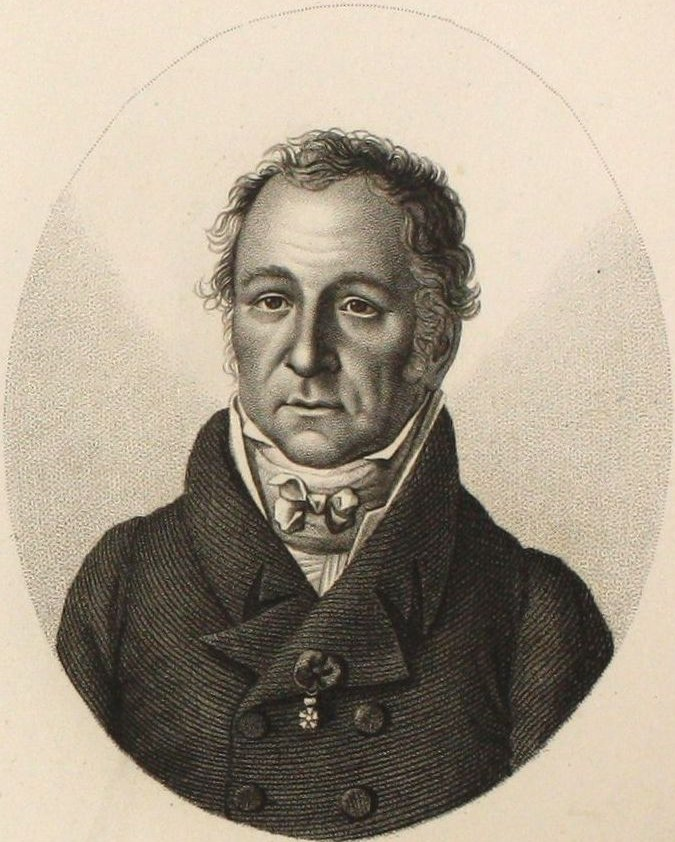
Charles Lambrechts

Charles Joseph Mathieu Lambrechts (Sint-Truiden, 20 november 1753 - Parijs, 3 augustus 1825) was een Zuid-Nederlands rechtsgeleerde, canonist en politicus.

## Jeugd
Lambrechts was de zoon van Egidius Lambrechts, kolonel in het leger van de Verenigde Provinciën en van Anne-Nathalie Corbin de Malouy. Hij was pas zes toen zijn vader stierf en werd in Namen door zijn moeder opgevoed.
In 1774 behaalde hij zijn diploma van licentiaat in de beide rechten aan de Universiteit van Leuven. Hij had onder meer Josse Le Plat als leraar gehad.

## Hoogleraar en rechtsgeleerde
In 1777 werd hij aan zijn Alma Mater docent kerkelijk recht en in 1779 docent Romeins recht. Hij ontpopte zich als een voorstander van de ideeën van Van Espen en van Febronius. Hij stuitte hierdoor op de tegenstand van de ultramontaanse professoren binnen de universiteit, maar maakte zich gunstig bekend bij de burgerlijke overheid. In 1778 werd hij ingewijd in de vrijmetselaarsloge La Vraie et Parfaite Harmonie in Bergen.
In 1782 werd hij doctor in de rechten en in 1784 kreeg hij, op last van keizer Jozef II, de leerstoel van de Institutes van kerkelijk recht, die eigenlijk aan een lid van de clerus was voorbehouden.
Op 31 augustus 1786 kozen de vijf faculteiten hem tot rector magnificus van de universiteit. Hij volgde hierin Jan Willem van Leempoel (1751 - Wiesbaden 1796) op en het is waarschijnlijk dat voor hem, zoals dit voor Van Leempoel het geval was geweest, de burgerlijke overheid de verkiezing had geïnspireerd. In feite was het mandaat slechts voor één jaar, maar de keizer verlengde het. De academische raad spande hiertegen een geding in die hij won en benoemde een nieuwe rector magnificus.
De regering gaf Lambrechts toen opdracht naar Wenen te trekken en zich daar en aan andere Duitse universiteiten te vervolmaken in publiek recht, zodat hij bij zijn terugkeer een belangrijke leerstoel zou kunnen bezetten.
Zoals andere hoogleraren of studenten van de Universiteit van Leuven, was Lambrechts vrijmetselaar.

## Franse Revolutie
Toen de Zuidelijke Nederlanden na juni 1794 bij Frankrijk werden gevoegd, deed de Franse bezetter een beroep op Lambrechts. Hij werd lid van het Centraal Bestuur dat over de geannexeerde Zuid-Nederlandse provincies het bestuur waarnam.
Op 17 november werd hij commissaris (voorloper van de prefect) voor het Dijledepartement.

## Minister onder het Directoire
Na de staatsgreep van Fructidor moest een nieuwe minister van Justitie worden benoemd en op 24 september 1797 werd Lambrechts aangeduid. Hij bleef deze functie vervullen tot hij in 1799 vervangen werd door Cambacérès.
Hij keerde naar Brussel terug en werd er voorzitter van de Algemene Raad voor het Dijledepartement.

## Senator en graaf onder Napoleon
Na de staatsgreep van 18 Brumaire werd een nieuwe wetgevende instantie opgericht, de Senaat. Lambrechts werd op 25 december 1799 tot lid benoemd. Hij bleef er zijn democratische principes trouw en verzette zich onder meer tegen de benoeming van Bonaparte als consul voor het leven en evenzeer tegen de oprichting van het keizerrijk.
Hij bleef senator en werd in 1808, zoals zijn collega's in de keizerlijke adel verheven als comte de l'Empire.
In 1814 stelde hij, op verzoek van Talleyrand, de akte op waarbij de senaat Napoleon vervallen verklaarde van de troon. Hij werd ook een van de vijf senatoren die de tekst van een nieuwe grondwet voorbereidden.
Bij de wetgevende verkiezingen van 1819 in Frankrijk werd hij verkozen en nam plaats bij de opposanten van het regime.

## Na zijn dood
Zijn algemene erfgenaam, de zoon van zijn vriend Charles-Lambert Doutrepont heeft zijn brieven en papieren gepubliceerd.
Bij testament maakte Lambrechts tweeduizend frank over aan het Institut de France, om werken te bekronen over de godsdienstvrijheid. Het grootste deel van zijn nalatenschap ging naar een stichting die moest ijveren ten gunste van de gereformeerde christenen, lutheranen of protestanten.

## Publicaties
- Principes politiques, Parijs, 1815
- Quelques réflexions à l'occasion d'un livre de l'abbé Frayssinous, intitulé "Des vrais principes de l'Eglise gallicane", Parijs, 1818